# 市川伸一
市川 伸一（いちかわ しんいち、1953年（昭和28年）5月29日 - ）は、日本の心理学者。東京大学名誉教授。帝京大学先端総合研究機構特任教授。帝京大学中学校・高等学校校長。帝京大学先端総合研究機構次世代教育研究部門長。中央教育審議会教育課程部会副部会長。専門は認知心理学、教育心理学。

## 来歴
1953年（昭和28年）、東京都に生まれ、その後は大阪府で育った。
大阪市立阪南中学校を卒業。
1972年（昭和47年）、大阪府立天王寺高等学校卒業。
1977年（昭和52年）、東京大学文学部心理学専修課程卒業。
1980年（昭和55年）、東京大学大学院教育学研究科博士課程中退。
1988年（昭和63年）、「視覚的パターンの認知に関する2要因仮説とその展開」で東京大学より文学博士の学位を取得。
埼玉大学経済短期大学部専任講師、東京工業大学工学部助教授、東京工業大学大学院総合理工学研究科助教授を経て、1994年（平成6年）より東京大学教育学部助教授、1999年（平成11年）より東京大学大学院教育学研究科教授。
2019年（平成31年）に定年退職して、現在名誉教授。
かつては、認知心理学の基礎的な分野で、視覚的イメージの研究や、確率判断のバイアスの研究を行っていた。その後、教育実践との接点を求めて、「認知カウンセリング」という個別学習相談の実践を研究者が行うことを提唱し、認知心理学の考え方を教科教育や勉強法に取り入れている。最近は、受容学習とアクティブ・ラーニングを組み合わせた「教えて考えさせる授業」の実践、中学生や高校生に認知心理学を教えて自ら学習改善を図る「学習法講座」の実施、地域の学び推進機構を通して地域教育の活性化をはかる「学びのポイントラリー」の運営などに関わっている。
1990年代の半ばから、情報教育、学習評価、「総合的な学習の時間」の創設などにあたって教育行政に関わっているが、2001年に中央教育審議会の教育課程部会が常設化されるようになってからは委員として学習指導要領の改訂の審議に参画している。とくに、ゆとり教育が学力低下論によって批判された2000年前後には、どちらとも距離を置き、習得と探究のバランスをとることや、習得の授業において教師からの教授と児童生徒の活動を組み合わせた授業論を展開するようになった。
2002年には、内閣府の「人間力戦略研究会」の主査、2017年には、中教審の「児童生徒の学習評価に関するワーキンググループ」の主査を務めた。

## 著作

### 単著
- 『コンピュータを教育に活かす　「触れ、慣れ、親しむ」を超えて』勁草書房、1994年5月。ISBN 4-326-25026-7。
- 『認知カウンセリングによる教授・学習過程の実践的研究』市川伸一・東京大学、1994-1995。 - 文部省科学研究費補助金研究成果報告書。
- 『学習と教育の心理学』岩波書店〈現代心理学入門 3〉、1995年7月。ISBN 4-00-003923-7。
  - 『学習と教育の心理学』（増補版）岩波書店〈現代心理学入門 3〉、2011年2月。ISBN 978-4-00-003918-5。
- 『考えることの科学　推論の認知心理学への招待』中央公論社〈中公新書〉、1997年2月。ISBN 4-12-101345-X。
- 『開かれた学びへの出発　21世紀の学校の役割』金子書房〈子どもの発達と教育 6〉、1998年3月。ISBN 4-7608-9235-4。
  - 『開かれた学びへの出発　21世紀の学校の役割』（オンデマンド版）金子書房〈子どもの発達と教育〉、2012年1月。ISBN 978-4-7608-8011-9。
- 『心理学から学習をみなおす』岩波書店〈岩波高校生セミナー 2〉、1998年4月。ISBN 4-00-026212-2。
- 日本認知科学会 編『確率の理解を探る　3囚人問題とその周辺』共立出版〈認知科学モノグラフ 10〉、1998年5月。ISBN 4-320-02860-0。
- 『小・中・高校生の学力低下の実態把握と改善方策に関する研究』市川伸一・東京大学、2000-2002。 - 文部省科学研究費補助金研究成果報告書。
- 『勉強法が変わる本　心理学からのアドバイス』岩波書店〈岩波ジュニア新書〉、2000年6月。ISBN 4-00-500350-8。
- 『学ぶ意欲の心理学』PHP研究所〈PHP新書〉、2001年9月。ISBN 4-569-61835-9。
- 『学力低下論争』筑摩書房〈ちくま新書〉、2002年8月。ISBN 4-480-05959-8。
- 『心理学って何だろう』北大路書房〈心理学ジュニアライブラリ 0〉、2002年10月。ISBN 4-7628-2277-9。
- 『学ぶ意欲とスキルを育てる　いま求められる学力向上策』小学館、2004年4月。ISBN 4-09-837371-8。
- 『「教えて考えさせる授業」を創る　基礎基本の定着・深化・活用を促す「習得型」授業設計』図書文化社〈教育の羅針盤 1〉、2008年6月。ISBN 978-4-8100-8510-5。
- 『勉強法の科学：心理学から学習を探る』岩波書店、2013年8月。ISBN 978-4-00-029611-3。
- 『教えて考えさせる算数・数学：深い理解と学びあいを促す新問題解決学習』図書文化、2015年9月。ISBN 978-4-8100-5656-3。
- 『「教えて考えさせる授業」を創る　アドバンス編　「主体的・対話的で深い学び」のための授業設計』図書文化、2020年9月。ISBN 978-4-8100-9716-0。

### 論説
- 市川伸一ほか 著、市川伸一・矢部富美枝 編『パーソナル・コンピュータによる心理学実験入門』中谷和夫監修、ブレーン出版、1985年6月。ISBN 4-89242-111-1。
- 市川伸一 著「データ解析の学習における数学とコンピュータの役割」、日本数学教育学会 編『高度情報通信社会における学校数学の新たな展開』教育出版〈日数教yearbook 日本の算数・数学教育 2004〉、2004年12月。ISBN 4-316-80153-8。
- 浅沼茂、奈須正裕・市川伸一「「学力低下論」への反論」『学力問題・ゆとり教育』広田照幸監修、山内乾史・原清治編著、日本図書センター〈リーディングス日本の教育と社会 第1巻〉、2006年11月。ISBN 4-284-30116-0。
- 市川伸一 著「学力概念と指導・評価」、東京大学学校教育高度化センター 編『基礎学力を問う　21世紀日本の教育への展望』東京大学出版会、2009年6月。ISBN 978-4-13-051316-6。
- 市川伸一 著「認知心理学は教育実践にどう関わるか」、市川伸一 編『発達と学習 ＝ Development and learning』日本認知心理学会監修、北大路書房〈現代の認知心理学 5〉、2010年7月。ISBN 978-4-7628-2720-4。

### 共著
- 市川伸一、大橋靖雄『SASによるデータ解析入門』東京大学出版会〈SASで学ぶ統計的データ解析 1〉、1987年1月。ISBN 4-13-064040-2。
  - 市川伸一 ほか『SASによるデータ解析入門』竹内啓監修（第2版）、東京大学出版会〈SASで学ぶ統計的データ解析 1〉、1993年8月。ISBN 4-13-064048-8。
  - 市川伸一 ほか『SASによるデータ解析入門』竹内啓監修（第3版）、東京大学出版会〈SASで学ぶ統計的データ解析 1〉、2011年11月。ISBN 978-4-13-064085-5。
- 『発明工夫を促進する発明クラブ、教師、家庭の効果的働きかけに関する研究』市川伸一・東京工業大学、1991-1993。 - 文部省科学研究費補助金研究成果報告書。
- 無藤隆、市川伸一 編著『学校教育の心理学』学文社〈教育演習双書 2〉、1998年4月。ISBN 4-7620-0778-1。
  - 無藤隆、市川伸一 編著『学校教育の心理学』（補訂版）学文社〈教育演習双書 2〉、2012年3月。ISBN 978-4-7620-2280-7。
- 市川伸一、和田秀樹『学力危機　受験と教育をめぐる徹底対論　市川伸一vs.和田秀樹』河出書房新社、1999年4月。ISBN 4-309-24217-0。
- 南風原朝和、市川伸一・下山晴彦編著『心理学研究法』放送大学教育振興会〈放送大学教材 2003〉、2003年3月。ISBN 4-595-23624-7。

### 編著
- 市川伸一、伊東裕司編著『認知心理学を知る』ブレーン出版、1987年10月。ISBN 4-89242-061-1。
  - 市川伸一、伊東裕司編著『認知心理学を知る』（第2版）ブレーン出版、1989年4月。ISBN 4-89242-061-1。
  - 市川伸一、伊東裕司編著『認知心理学を知る』（第3版）ブレーン出版、1996年4月。ISBN 4-89242-061-1。
  - 市川伸一、伊東裕司編著『認知心理学を知る』（第3版）おうふう、2009年8月。ISBN 978-4-273-03549-5。

- 市川伸一 編著『心理測定法への招待　測定からみた心理学入門』サイエンス社〈新心理学ライブラリ 13〉、1991年2月。ISBN 4-7819-0610-9。
- 市川伸一 編『ネットワークのソフィストたち　「数学は語りうるか」を語る電子討論』日本評論社、1993年6月。ISBN 4-535-78201-6。
- 市川伸一 編著『学習を支える認知カウンセリング　心理学と教育の新たな接点』ブレーン出版、1993年6月。ISBN 4-89242-029-8。
- 伊藤正男ほか 編『岩波講座認知科学』 5巻、岩波書店、1994年4月。ISBN 4-00-010615-5。
- 市川伸一 編『思考』東京大学出版会〈認知心理学4〉、1996年2月。ISBN 4-13-015104-5。
- 市川伸一 編著『認知カウンセリングから見た学習方法の相談と指導』ブレーン出版、1998年7月。ISBN 4-89242-587-7。
- 市川伸一 編著『発達・学習・教育』ブレーン出版〈43人が語る「心理学と社会」 21世紀の扉をひらく 第2巻〉、1999年6月。ISBN 4-89242-631-8。
- 市川伸一 編『『チビクロさんぽ』の出版は是か非か　心理学者・学生による電子討論の記録』北大路書房、1998年12月。ISBN 4-7628-2127-6。
- 南風原, 朝和、市川, 伸一、下山, 晴彦 編『心理学研究法入門　調査・実験から実践まで』東京大学出版会、2001年3月。ISBN 4-13-012035-2。
- 市川伸一 編『学力から人間力へ』教育出版、2003年9月。ISBN 4-316-80081-7。
- 市川伸一ほか 編『思考と言語』日本認知心理学会監修、北大路書房〈現代の認知心理学 3〉、2010年7月。ISBN 978-4-7628-2719-8。
- 市川伸一、鏑木良夫編著『教えて考えさせる授業小学校　学力向上と理解深化をめざす指導プラン』図書文化社、2007年4月。ISBN 978-4-8100-7488-8。
  - 市川伸一、鏑木良夫 編『教えて考えさせる授業小学校　新学習指導要領対応』（新版）図書文化社、2009年11月。ISBN 978-4-8100-9553-1。
- 市川伸一 編『教えて考えさせる授業中学校　新学習指導要領対応』図書文化社、2012年4月。ISBN 978-4-8100-2608-5。
- 編著『学力と学習支援の心理学』放送大学教育振興会 2014年 ISBN 4595314590
- 『最新　教えて考えさせる授業　小学校』市川伸一・植阪友理編著、図書文化、2016年8月。ISBN 978-4-8100-6680-7。
- 『授業からの学校改革：「教えて考えさせる授業」による主体的・対話的で深い習得』市川伸一編、図書文化、2017年8月。ISBN 978-4-8100-7696-7。
- 『教育心理学の実践ベース・アプローチ：実践しつつ研究を創出する』市川伸一編、東京大学出版会、2019年3月。ISBN 978-4-13-051345-6。

### 翻訳
- J・H・ホランドほか『インダクション　推論・学習・発見の統合理論へ向けて』市川伸一ほか訳、新曜社〈新曜社認知科学選書〉、1991年5月。ISBN 4-7885-0393-X。 - 原タイトル：Induction。